# Castro Verde
Castro Verde là một huyện thuộc tỉnh Beja, Bồ Đào Nha. Huyện này có diện tích 569 km², dân số thời điểm năm 2001 là 7603 người.